# Anti-Egmontkomitee
L’Anti-Egmontkomitee ou Comité Egmont a vu le jour le 25 août 1977 à la suite des accords signés par le gouvernement Tindemans lors de la même année et est issu d’une coalition de plusieurs représentants de partis flamands. 
Il fut fondé dans le but de combattre le Pacte d'Egmont car la question du « droit d’inscription » suscita de vives contestations.

## Le Pacte d'Egmont
Lors des élections du 17 avril 1977, deux partis vont ressortir plus que les autres : Le P.S.B (Parti Socialiste Belge) et C.V.P (Christelijke Volkspartij). Durant les discussions qui se déroulèrent au Palais d'Egmont pour former le nouveau gouvernement, une autre discussion débuta pour signer un accord communautaire et régional général ainsi que des négociations pour une réforme de l’État et pour la question Bruxelloise. Le Pacte d'Egmont fut signé le 24 mai 1977 par les partis flamands, francophones et wallons qui disposaient ensemble d’une large majorité.

### La question bruxelloise et le droit d'inscription
Pour la question Bruxelloise, le Pacte d'Egmont concédait aux Flamands la non-extension des dix-neuf communes bruxelloises et la scission de l'arrondissement électoral Bruxelles-Hal-Vilvorde. En échange, les francophones bénéficiaient d'un système bilingue sur les plans administratif, électoral, judiciaire et fiscale ainsi que de pouvoir procéder à des élections de domicile dans l'une des communes bruxelloises. Droits concédés aux six communes à facilitées et dans plusieurs quartiers des communes fusionnées telles que Dilbeek, Zaventem, Grimbergen, Berseel et les quartiers de Notre-Dame-aux-Bois, Beauval et Zuun. En outre, le parlement de la communauté Française, encore appelé à l'époque, Conseil, serait compétent pour les institutions francophones de ces communes et la tutelle de celles-ci serait assurée par l'État central et non la Flandre. 
Du côté flamand, le Pacte d'Egmont concernant la question Bruxelloise fit grincer des dents. La presse flamande tira aux boulets rouges sur certaines dispositions de ce pacte. En effet, le droit d'inscriptions n'est pour eux qu'une initiative discriminatoire. Les bourgmestres des six communes à facilités menacent d'un boycottage administratif. Le 30 juillet 1977 est créé le Vlaams Aktiekomitee Brussel en Brabant. Plusieurs personnalités condamnent eux aussi les concessions faites aux francophones.

## La création de l'Anti-Egmontkomitee
La nuit du 26 au 27 mai 1977, se réunissent les présidents des partis flamands signataires du pacte et une délégation de l’O.V.V (Overlegcentrum van Vlaamse Verenigingen) composée des présidents des trois fondations culturelles et du président du V.V.B (Vlaamse Volksbeweging), mouvement populaire flamand. Aloïs Gerlo (nl) ancien directeur de la VUB (Vrije Univesiteit Brussel) qui est à la tête du Vermeylenfonds, démissionne de la présidence de l’O.V.V lorsque ces homologues Clem de Rider et Adriaan Verhulst décident avec Paul Daels de créer le 25 août 1977, officiellement annoncé le 14 septembre, un comité dont le but (avoué) est de combattre le pacte Egmont : l’Anti-Egmontkomitee est né et va rapidement s’appeler simplement le comité Egmont. 
L’Egmontkomitee est fort du soutien de la quasi-totalité des éditorialistes flamands et le Vlaams Aktiekomitee Brussel en Brabant le rejoint aussitôt sa création annoncée. Il va accumuler les interventions, conférences, lettres adressées aux parlementaires flamands, distributions de tracts et les réunions d’information. Il organise le 23 octobre 1977 une manifestation à Dilbeek qui rassemblera un peu moins de 10 000 personnes. Il fallut attendre fin 1977 début 1978 pour que des négociations s’entament au palais de Stuyvenberg à Bruxelles pour « dégraisser » le Pacte d’Egmont. L’accord de Stuyvenberg stipulait que le « droit d’inscription » s’éteignait après vingt ans et ne s’appliquait pas aux descendants mais cela n’arrêtai pas la francisation irréversible de la périphérie. Pour les groupes d’actions flamands, cela ne pouvait que déraciner les autochtones flamands

## Les suites du pacte d’Egmont
Le 11 octobre 1978, le premier ministre Léo Tindemans annonce sa démission ainsi que celle de son gouvernement à la suite de la crise politique d’octobre 1978, où il y a une montée en tribune des présidents de partis majoritaires. Son projet, le pacte d’Egmond, tombe dans un premier temps à l’eau. Le nouveau gouvernement élu en décembre 1978, constitué du CVP, du PSC (Parti Social Chrétien), du PS (Parti Socialiste), du SP (Socialistische Partij) et du FDF (Front démocratique des Francophones), remet de nouveau à son programme l’achèvement de la réforme des institutions politiques.